# Сковородка (гитара)

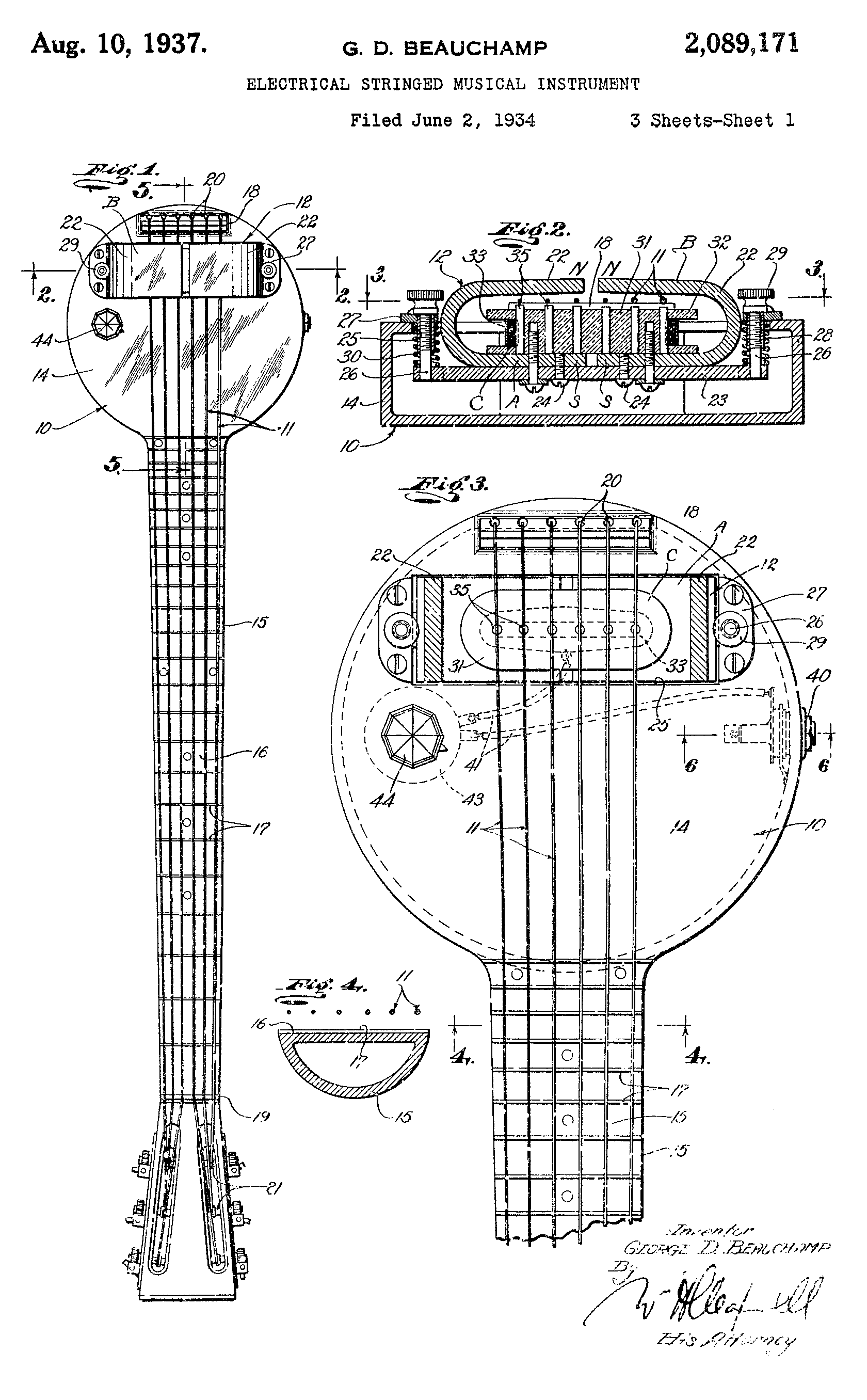
Чертёж «сковородки», приложение к патенту 1934 года

«Сковородка» (англ. Frying pan) — первая в мире электрогитара. Этот инструмент был изобретён в 1931 году Жоржем Бошамом и производился компанией Rickenbacker. Своё название инструмент получил благодаря своей форме: плоский круглый корпус с длинным грифом напоминал одноимённый предмет кухонной утвари. Также «Сковородка» известна по своему официальному номеру модели: A-22. «Сковородка» была гавайской гитарой, то есть играли на ней при помощи слайда, положив гитару на колени.
«Сковородка» имела алюминиевый корпус и звукосниматель, состоящий из пары подковообразных магнитов, между полюсами которых проходили струны. Бошам и Адольф Рикенбекер начали продавать «Сковородки» в 1932 году, однако патент на электрическую гитару Бошаму удалось получить лишь в 1936 году, что позволило другим гитарным компаниям производить свои версии электрогитар в этот период.